# توم رولف
توم رولف (بالسويدية: Tom Rolf)‏ (و. 1931 – 2014 م) هو مونتير، من السويد، ولد في ستوكهولم، توفي في فرنسا، عن عمر يناهز 83 عاماً.

## جوائز وترشيحات
حصل على جوائز منها:
- جائزة إنجاز العمر لمحرري السينما [الإنجليزية]‏
- جائزة الأوسكار لأفضل تحرير فيلم، عن عمل: الرجال الحقيقيون.

ترشح لـ:
- جائزة الأوسكار لأفضل تحرير فيلم، عن عمل: الرجال الحقيقيون.

## وصلات خارجية
- توم رولف على موقع IMDb (الإنجليزية)
- توم رولف على موقع ألو سيني (الفرنسية)
- توم رولف على موقع أول موفي (الإنجليزية)
- توم رولف على موقع قاعدة بيانات الأفلام السويدية (السويدية)
- توم رولف على موقع قاعدة بيانات الفيلم (الإنجليزية)
- توم رولف على موقع كينوبويسك (الروسية)